# MÁV-GÉPÉSZET Járműjavító Férfikara
A MÁV-GÉPÉSZET Járműjavító Férfikar egy 1875-ben alapított szolnoki énekkar, több hazai és nemzetközi minősítéssel. A kórus – a világháborús idők néhány hónapjától eltekintve – folyamatosan működik.

## Története

### A Fáklyatársulat megalapítása
A MÁV-GÉPÉSZET Járműjavító Férfikarának elődje, a Fáklyatársulat 1875-ben alakult meg a szolnoki járműjavító műhelyben Wágner Gusztáv főmérnök kezdeményezésére. A társulat énekesei a belépési díjakból fáklyákat vásároltak, és elhunyt munkatársaik és családtagjaik temetésein énekeltek. A Fáklyatársulat hamar kinőtte saját kereteit, és 1878. december 31-én megkezdte működését egy 31 tagú dalárda, Medgyessy Géza tanító vezetésével. Sűrűn rendeztek dalesteket, táncmulatságokat, és népszerűségük egyre növekedett. 1892. október 12-én felvették a „Szolnoki Vasúti Dalkör” nevet. 1896. április 19-én megalakult a „Millenium” Önképző Dal- és Zeneegylet, melyben dalárda, önképzőkör, zenekar és olvasószoba működött. 1897-ben beléptek az Országos Dalárda Egyesületbe, és ezzel felsorakoztak az ország többi nyilvántartott és elismert kórusa közé. 1879-ben szentelték fel az egyesület zászlaját, amely ma a szolnoki Damjanich János Múzeum gyűjteményének része. 

### A háborúk alatt
Az első világháború és a '19-es eseményeket követő megszállás nagy törést hoztak az egylet életében: a munka szünetelt, a könyvtárat feldúlták, a hangszereket összetörték. 1921-ben megkezdődött a helyreállítás, de csak 1925-ben léphetett fel a dalárda nyilvánosan. Az 1932. augusztus 20-i békéscsabai Országos Dalostalálkozóról az első díjat hozták el. 1940-ben a győri Országos Dalostalálkozón „nehéz műdal” csoportban aranyérmet nyertek.
A második világháború alatt az egylet működése ismét szünetelt. 1945 után azonban a Járműjavító Férfikórusa volt az első, aki a Magyar Rádióban élő adásban mutatkozott be, egy félórás műsorral, Kóbor Antal vezetésével.

### Újjászervezés
1951-ben Buday Péter vette át a kórus vezetését, és rövid ideig – négy évig – vegyeskarként működtette az együttest. A női tagok száma azonban egyre csökkent, így visszaalakultak férfikarrá. Nevezetesek az ún. „tolópad-hangversenyek”, melyeket munkatársaiknak adtak a járműjavító üzemcsarnokában, alkalmanként több helyszínen.
1964. május 23-24-én Szolnokon rendezték meg az I. Országos Minősítő Hangversenyt, ahol a kórus bronzkoszorús fokozatot ért el. 1970-ben jött az ezüstkoszorús minősítés, majd a Magyar Rádió Kóruspódium című műsorának nívódíja. Ebben az időszakban már gyakran szerepeltek belföldi kórustalálkozókon, hangversenyeken, és 1977-ben Buday Péter vezetésével elnyerték az „aranykoszorú diplomával” minősítést. Ezzel a kórus hivatalosan is az ország legjobb amatőr kórusai közé emelkedett.
Külföldön először Romániában, Brassóban adott sikeres koncertet a kórus 1976-ban. Később Lengyelországban, majd Csehszlovákiában vendégeskedtek, 1979-ben pedig megkapták a „Fesztivál Diploma” minősítési fokozatot. Ebben az évben rendezték meg az I. Vasutas Országos Énekkari Találkozót is, amelyen a kórus látta el a házigazda szerepét; ennek hagyománya a mai napig él.
1981-ben kapott az énekkar „Kiváló Együttes” címet, és rendszeres szereplője lett nemzetközi pódiumoknak. Koncerteztek Olaszországban, Monfalconéban,  Észtországban a tallinni dalosünnepen, valamint Németországban, és hosszan tartó barátságot kötöttek  közép-olaszországi Cagli városának vegyeskarával. 

### A rendszerváltás után
1993-ban vett részt az együttes nemzetközi megmérettetésen, mégpedig a IV. Budapesti Nemzetközi Kórusversenyen a Pesti Vigadóban, ahol Nemzetközi Koncertkórus minősítést és Ezüst Diplomát kaptak. Ez utóbbi címet mind a mai napig rendszeresen megvédték.
1994-től női karnagyok vezetik a férfikart, először Rigó Éva, aki töretlenül folytatta elődje munkáját, sikerről sikerre vezette a kórust. Litomyslban a nemzetközi kórusversenyen férfikari kategóriában Ezüst Diplomát, egyházzenei kategóriában Bronz Diplomát kaptak. Vendégszerepeltek Galántán a CSEMADOK meghívására, és emlékezetes jubileumi koncertet adtak a kórus 120. évfordulója alkalmából. Az V. Budapesti Kórusversenyen Bronz Diplomát érdemeltek, és Rigó Éva karnagynő vette át a Szakszervezeti Művészeti Kulturális Díjat a kórus nevében. A Vasutas Énekkari Találkozó keretében megrendezett minősítőn Fesztiválkórus minősítést értek el.
1995-ben Juhászné Zsákai Katalin vette át a kórus vezetését. Megszámlálhatatlan élmény, sikeres koncert és verseny fémjelzi közös tevékenységüket. Hazai fellépések, vendégszereplések Cagliban, Galántán, Marcellinában és Schönbrunnban, „hangversenykórus” minősítés és nemzetközi versenyeredmények bizonyítják az együttesben folyó eredményes munkát. Többször koncerteztek együtt Mága Zoltánnal és a Szolnoki Szimfonikus Zenekarral. 1999-ben Gradoban kategóriagyőztesek lettek, a karnagynő pedig különdíjban részesült. 
1999-ben, működésének 125. évében vehette át a kórus Szolnok város legmagasabb kitüntetését, az Ezüst Pelikán-díjat. 2001-ben Rodoszon az egyetlen férfikarként, női- és leánykarok vetélytársaként bronzérmet és Folklór Diplomát kapott az együttes. 2003-ban pedig a Budapesti Nemzetközi Kórusversenyen úgy férfikari, mint folklór kategóriában Ezüst IX-es Diplomát kaptak. 2004-ben megmérkőztek a Brémában megrendezett III. Kórusolimpián, ahol férfikari és „szcenikus folklór” kategóriában is Arany Diplomát, a döntőkben pedig ezüstérmet szereztek. A következő, 2006-os hsziameni kórusolimpián Arany Diplomát és bronzérmet nyertek, a 2008-as grazin pedig férfikari kategóriában megismételték a 2004-es bravúrt.

## Díjai, elismerései
- 2006. a Nemzeti Kulturális Örökség Minisztériuma Csokonai közösségi díja

## Külső hivatkozások
- A férfikar hivatalos honlapja[halott link]
- A férfikar Last.fm oldala